# Misosuppe
Misosuppe er en næringsrig japansk suppe som indeholder miso og dashi. Miso er en pasta af bl.a sojabønner og dashi er en fiskeboullion. Suppen tilberedes gerne med grønsager, men spises også med tang, tofu, nudler, fisk og ris.
Misosuppe serveres ofte sammen med sushi eller sashimi på japanske restauranter.
| Mad og drikke | Spire Denne artikel om mad og drikke er en spire som bør udbygges. Du er velkommen til at hjælpe Wikipedia ved at udvide den. |